# Люксембург на летних Олимпийских играх 1964
 Герцогство Люксембург принимало участие в Летних Олимпийских играх 1964 года в Токио (Япония) в одиннадцатый раз за свою историю, но не завоевал ни одной медали. Сборная страны состояла из 12 спортсменов (10 мужчин, 2 женщины), которые соревновались в 7 видах спорта:
- лёгкая атлетика
- фехтование
- стрельба
- плавание
- спортивная гимнастика
- борьба
- велоспорт: Джони Шлек занял 19 место с результатом  4:39:51.74.

Самым молодым участником люксембургской сборной был 20-летний пловец Georges Welbes, самым старшим участником — 36-летний гимнаст Йосеф Штоффель.
Обе женщины были фехтовальщицами: Колетт Флеш и Джинетт Россини.